# Wim Van Moer
Wim Van Moer (Vilvoorde, 25 januari 1983) is een Belgisch voormalig professioneel wielrenner. Hij reed voor onder meer Willems Verandas. Hij won professionele koersen.
Cappelle · De Wilde · De Zutter · Ennekens · François · Hoornaert · Meeusen · Moerman · Standaert · Van Braeckel · van Heeswijk · Van Loocke · Van Moer · Vanhuffel